# Famille de Bodard de La Jacopière
Pour les articles homonymes, voir Bodard.
La famille de Bodard de La Jacopière, anciennement Bodard, est une famille subsistante originaire de Candé (Anjou) où elle est connue depuis le XVIIe siècle.

## Histoire
La famille de Bodard de La Jacopière est originaire d'Anjou.
Diego Bodard de La Jacopière est anobli par lettres patentes du roi Louis XVIII le 28 juin 1821 en récompense de sa loyauté lors de la guerre de Vendée et Chouannerie de 1815. Il obtint en même temps le règlement de ses armoiries.
La famille a été admise à l'ANF en 1944 et fait partie des familles subsistantes de la noblesse française.

## Hôtel

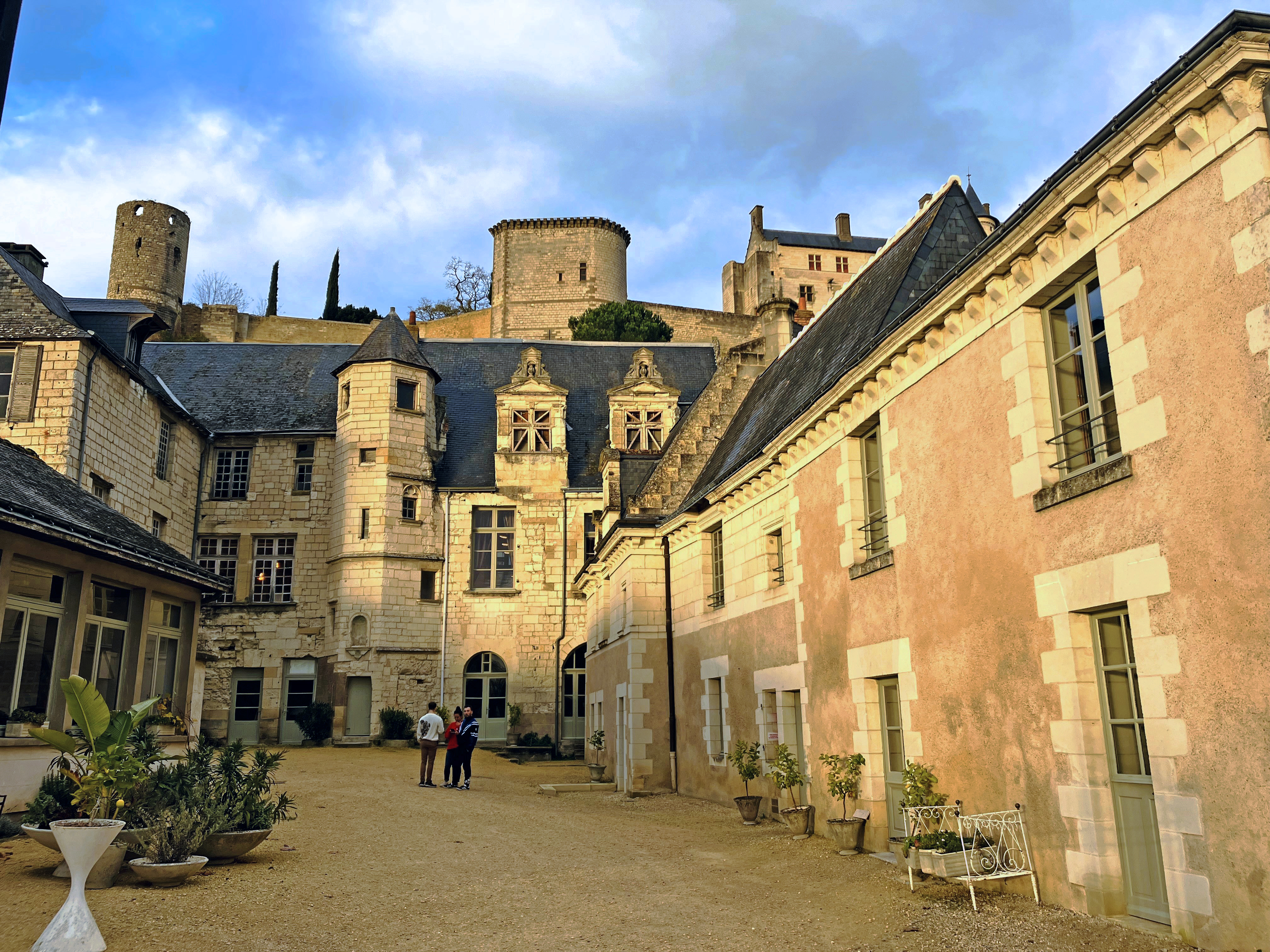
Hôtel Bodard de la Jacopière.

L' hôtel Bodard de la Jacopière est un hôtel particulier situé dans le centre-ville de Chinon. Il était propriété de la Ville de Chinon depuis 1822, après avoir été la résidence de Jean-Baptiste Bodard de La Jacopière, maire de Chinon entre 1813 et 1816 et qui en lègue son nom. Il est désormais un Centre  International du Patrimoine.

## Généalogie simplifiée
- André Bodard, praticien, épouse vers 1650 Marguerite Guineman. Père de :
  - Pierre Bodard, procureur fiscal de la baronnie de Bécon et grénetier du grenier à sel de Condé, marié en 1686 à Anne Durand. Il fait  enregistrer son blason à l'armorial général de 1696 (registre d'Angers)[1]. Père de :
    - Noble homme Charles-Pierre Bodard, conseiller du roi, juge au grenier à sel de Craon, mari de Françoise Portais de Montflon. Père de :
      - Henri-Louis Bodard, receveur au grenier à sel de Pouancé, il épouse en 1755 Anne Poisson des Brosses héritière de la terre de la Jacopière. Il n'eut pas d'enfants de cette union. En 1757 il épouse Marguerite-Antoinette-Clémence Frémont de la Merveillère. Il achète en 1762 l'Énardière en la Rouaudière. L'agent informateur qui dénonça Henri-Louis, écrit aussi à Lazare Hoche que « Bodard de Craon, émigré rentré, commandait en second, à Candé sous les ordres de Marianis, piémontais. » Jean-B. Bodard-Jacopière, émigré, prête à Angers le serment nécessaire pour rentrer au pays, le 20 octobre 1800. Il est la souche de la famille qui subsiste. Ils eurent quatre fils. Il décède à la Jacopière le 3 prairial an X (23 mai 1802), Marguerite Frémont. sa veuve demeurait à la Jacopière, avec deux de ses filles : Marie-Perrine et Renée-Marguerite. Des deux sœurs, l'une fut supérieure au Monastère de la Visitation de Poitiers, l'autre épousa le major Michel Guesdon. Parmi ses fils, nous pouvons citer Henri Bodard de La Jacopière, né à Craon, il est conseiller à l'Hôtel-de-Ville, puis échevin et procureur du roi au présidial  d'Angers. Il figure en 1778 parmi les fondateurs du jardin botanique d'Angers, en 1789 parmi les membres de la Société des botanophiles d'Angers[Note 1]. Le premier, il dénonça le factum de Volney, son compatriote sur La Condition nécessaire à la légitimité des États généraux, et le 31 mai 1790, il proposa aux magistrats d'Angers, ses collègues, de faire à l'Assemblée nationale des remontrances, contre la constitution civile du clergé et sur la vente des biens ecclésiastiques[Note 2] Il part vers 1792 pour l'Angleterre. Il en revint en 1796, chargé par le comte d'Artois d'une mission de confiance auprès de Charette. Il fut nommé membre du conseil supérieur de l'Armée catholique et royale du Bas-Anjou et de Haute-Bretagne, commandée par Pierre Louis Godet de Châtillon et tomba 18 jours après (8 mars 1796) au combat de Saint-Michel-du-Bois. Ses biens, très considérables dans le Craonnais, furent mis nationalement en vente à différentes époques, mais rachetés par la famille. Le Moniteur universel, sur le rapport d'un agent de la République du 16 ventôse an IV, le nomme au premier rang, « émigré rentré et membre du conseil supérieur des Chouans ». Il fut tué[4] à Saint-Michel-du-Bois. Le major Michel Guesdon, son beau-frère, raconte ainsi sa mort[5]. Aussi Pierre Bodard de La Jacopière (1758-1826), médecin et botaniste. Henri-Louis Bodard est également père de :
        - Pierre Hippolyte Bodard, sieur de la Jacopière. Père de :
          - Didacus ou Diégo-Antoine-Jérome-Marius de Bodard (1793-1874), il est propriétaire de la Jacopière, en Craon, capitaine dans la garde royale, chevalier de la Légion d'honneur, est anobli le 28 juin 1821. Il est né à Toulon pendant le siège de Toulon en 1793 et presqu'en naissant embarqué avec ses parents pour l'Italie où il perdit sa mère, il était alors âgé de trois ans[Note 3]. Son père, rentré en France, vint présenter à sa famille son fils, qui commença à Craon ses études achevées à Paris en 1812. Il reçut neuf blessures à la bataille de Cossé, le 29 mai 1815, et fut laissé pour mort. Il épouse Rosalie Letord de L'hommeau. Il a cinq fils qui donnèrent cinq branches familiales. À sa mort (19 avril 1874), il laissait trente-deux enfants ou petits-enfants[6]. Il a rédigé un ouvrage[7].
            - Henri Bodard de La Jacopière (1891-1945), officier de réserve, adjoint au maire de Craon, est nommé conseiller départemental en 1943[8]
              - Pierre de Bodard de La Jacopière était le propriétaire du château de Champiré à Grugé-l'Hôpital et des fermes environnantes. Il est l'époux d'Yvonne de Hauteclocque, la soeur du général Leclerc[9]. Philippe Leclerc de Hauteclocque, futur maréchal Leclerc, arrive en juin 1940 dans la commune rejoindre sa sœur, Yvonne Bodard de La Jacopière. Il fait établir ses faux papiers à la mairie de la commune avant de partir rejoindre sa femme. Il revient en visite dans la commune en septembre 1946 afin de dire sa reconnaissance.
                - Aliette de Bodard de La Jacopière (10 novembre 1982 à New York), autrice française de science-fiction et de fantasy qui, bien que le français soit sa langue maternelle, écrit en anglais[10].

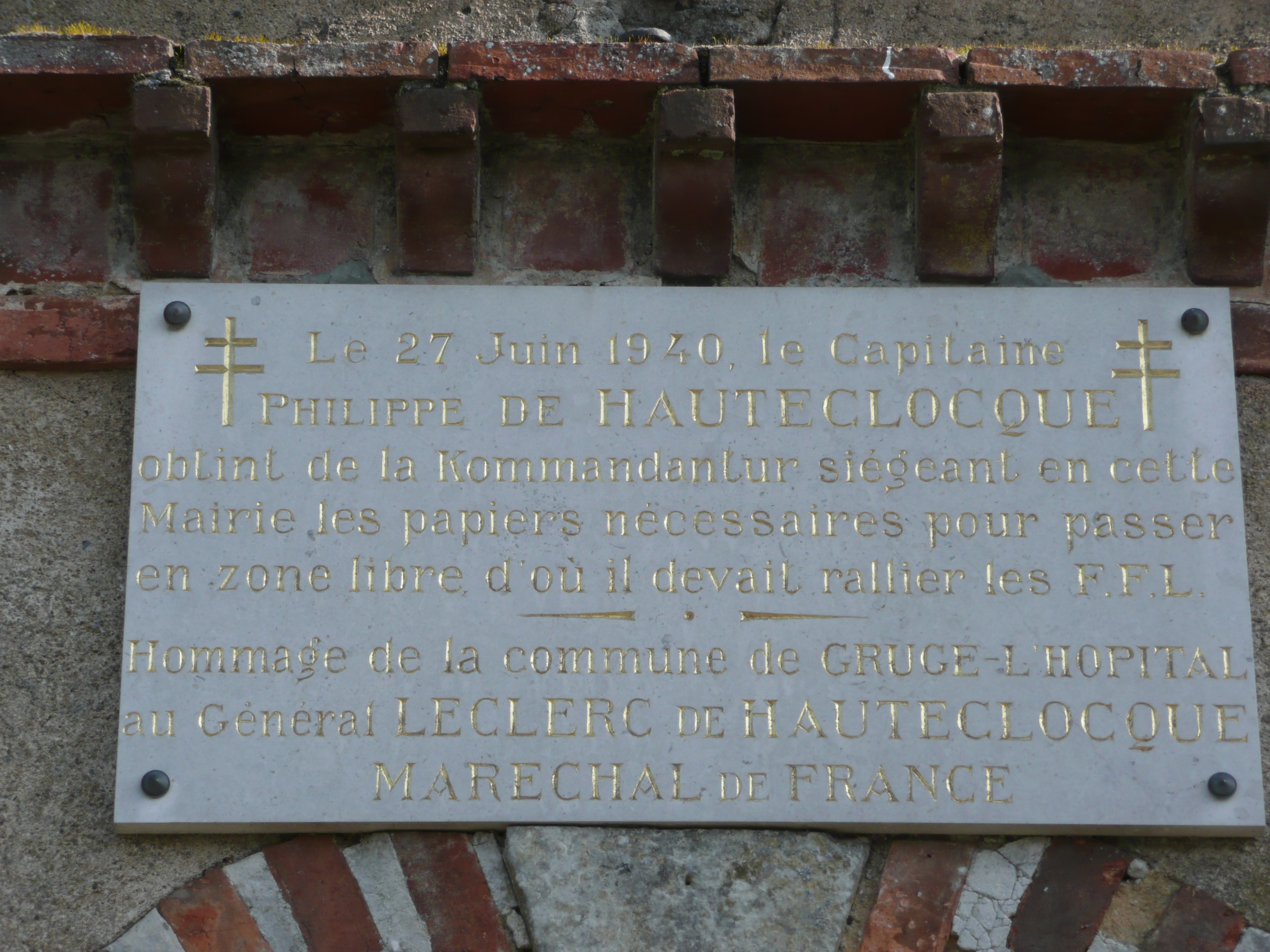
Plaque commémorative du passage du maréchal Leclerc à Grugé-l'Hôpital
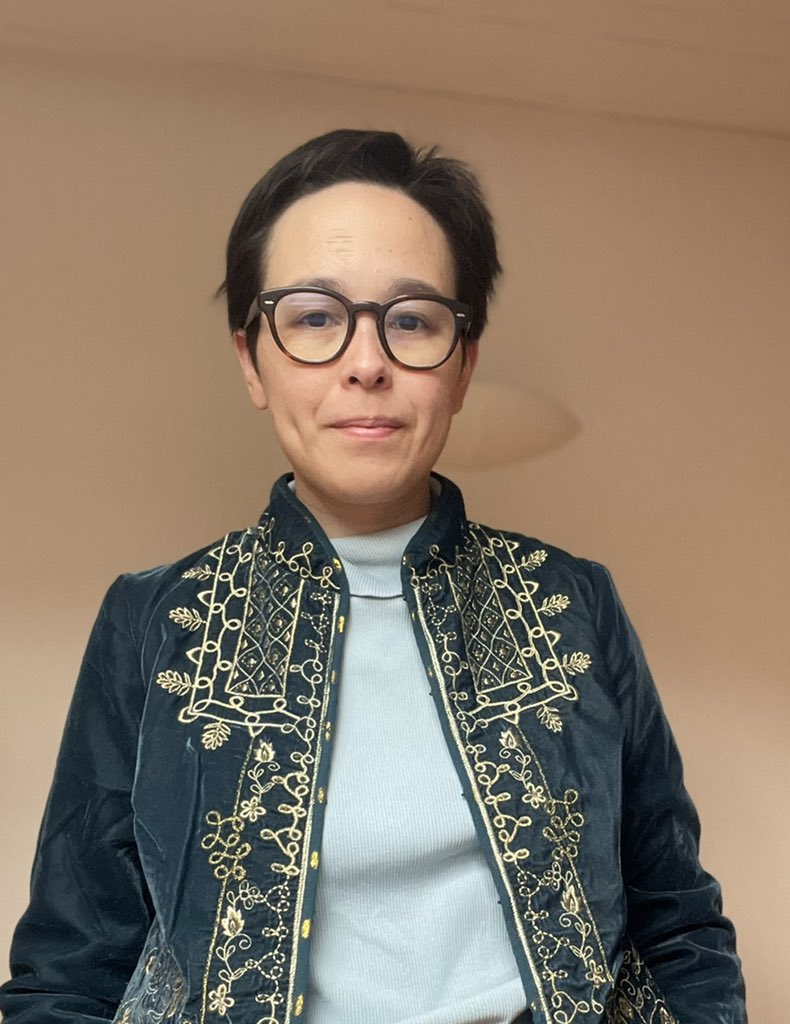
Aliette de Bodard de La Jacopière

## Armoiries
La famille de Bodard de La Jacopière portait « d’azur à la flèche d’or posée en fasce, accompagnée de trois têtes de loup arrachées d’argent, mal ordonnées ; au chef d’or chargé d’un chat-huant de sable tenant de la patte dextre une épée du même ».

Blason de la famille.